# Dewey Johnson
Pour les articles homonymes, voir Johnson.
Dewey Johnson (né le 6 novembre 1939 à Philadelphie et mort le 26 juin 2018) est un musicien américain de jazz spécialiste de la trompette. Il a joué en particulier avec John Coltrane.

## Biographie
Les parents de Dewey sont afro-américains installés à Philadelphie. Il visite New York en 1960, et enregistre avec Byron Paul Allen en 1963, puis rencontre John Coltrane, qui lui demande de participer à l'enregistrement de son album Ascension.

## Discographie[3]
- 1965 : Ascension -  John Coltrane
- 1965 : Paul Bley Quintet - Barrage
- 1972 : The Best Of John Coltrane
- 1983 :  Paul Murphy - Cloudburst